# Жолтовский, Павел Николаевич
Павел Николаевич Жолтовский (8 декабря 1904, Мыслятин, Волынская губерния (ныне Изяславский район, Хмельницкая область) — 30 августа 1986, Москва) — советский искусствовед. Доктор искусствоведения (1981). Как учёный и музейный работник внёс важный вклад в исследование и сохранение памятников сакрального искусства Украины и Волыни.

## Биография
Родился на Восточной Волыни в семье священника. В родном селе окончил трёхлетнюю церковно-приходскую школу. Продолжил обучение сначала в гимназиях сначала Острога, а затем Изяслава. Именно в Остроге, как вспоминал учёный, он впервые побывал в музее, увидел памятники искусства, и это стало делом его жизни.
Трудовую деятельность начал в 1921 году как учитель в сельских школах Восточной Волыни. Глубокий интерес к истории, философии, культуре, краеведению привёл молодого учителя на работу в Житомирский краеведческий музей.
Широкую музейную деятельность начал в 1926 году в Харькове на должности научного сотрудника художественного музея, где работал под руководством Степана Таранушенко. В 1926—1931 гг. участвовал в экспедициях музея по выявлению и сбору памятников истории и культуры на Полтавщине, Черниговщине, в Подолье, Полесье, Киевщине и Слобожанщине.
В 1932 году окончил Киевский художественный институт.
Активную творческую работу учёного прервал в 1933 году его арест. Он был осуждён по надуманному обвинению в «контрреволюционной деятельности» к 3 годам заключения в исправительно-трудовых лагерях и в течение 10 лет за ним сохранялось ограничение места проживания.
Только в 1946 году вернулся на Украину, приехал во Львов, где прожил остальную часть жизни — 40 лет. Работал в местном музее художественного промысла (позднее — Музей этнографии и художественного промысла), Украинском полиграфическом институте им. И. Фёдорова, Львовском отделении в Институте искусствоведения, фольклора и этнографии им. М. Рыльского АН Украины (ныне Институт народоведения НАН Украины).
Умер скоропостижно в Москве. Похоронен во Львове на Лычаковском кладбище. Участок № 86.

## Творческое наследие
Его научные интересы были связаны с музейным делом, коллекционно-экспедиционной работой. За более 60 лет своей трудовой деятельности Павел Жолтовский обследовал всю Украину, побывал на Кавказе, в Белоруссии, России, организовал более 200 экспедиций и научных командировок.
Последние научные экспедиции учёного связаны с Волынью. В 1980-1985 гг. он работал научным консультантом экспедиций Волынского краеведческого музея по выявлению, учёту и сбору ценных исторических и художественных памятников. До музея было собрано более 1000 экспонатов, которые характеризуют искусство Украины XVI—XIX веков. Таким образом был создан сборник сакрального искусства (иконы, скульптура, деревянная резьба, металлопластика и т. п.) в Волынском краеведческом музее.
Как научный руководитель проводил первую атрибуцию выявленных памятников, работал над маршрутом экспедиции, помогал в ведении документации, читал лекции, проводил беседы с научными сотрудниками. Благодаря многолетним экспедиционным исследованиям средневековой живописи на волынской земле Жолтовский не только спас много уникальных достопримечательностей, но и обосновал гипотезу о волынской иконе как регионально-самобытном явлении в украинской живописи XV—XVII вв.